# Matija Samar
Matija Samar (Jesenice, 28 de diciembre de 2004) es un jugador de baloncesto esloveno que pertenece a la plantilla del Club Baloncesto Ciudad de Ponferrada de la Segunda FEB, cedido por el Baloncesto Fuenlabrada. Con 1,97 metros de estatura, juega en la posición de base. Es hermano del también baloncestista Žiga Samar.

## Trayectoria deportiva
Formado en las categorías inferiores del KK Jesenice y KD Jezica. En 2020, con apenas 16 años firma por el Baloncesto Fuenlabrada con el que debutaría en la Liga EBA con el filial fuenlabreño.
En la temporada 2022-23, Matija debuta en la Liga Endesa con Baloncesto Fuenlabrada, en el que participa en 19 encuentros con una media de 8 minutos por partido.
En la temporada 2023-24, firma por el Club Polideportivo La Roda de la Liga LEB Plata, cedido por el Baloncesto Fuenlabrada, donde disputó 25 partidos y promedió 16 minutos por encuentro con 6´8 puntos, 2´2 rebotes, 1´6 asistencias y un interesante 59´3% de acierto en T2 para una media de 6´8 de valoración por partido.
El 5 de julio de 2024, firma por el Club Baloncesto Ciudad de Ponferrada de la Segunda FEB, cedido por el Baloncesto Fuenlabrada.

### Selección nacional
En 2023 y 2024, participa en el Campeonato de Europa Sub-20 con la selección de Eslovenia.